# Submarino U-295
El submarino alemán U-295 fue un submarino tipo VIIC/41 de la Kriegsmarine de la Alemania nazi durante la Segunda Guerra Mundial .
Fue puesto de quilla el 31 de diciembre de 1942 por Bremer Vulkan Werft (astillero) en Bremen-Vegesack como el número 60, botado el 13 de septiembre de 1943 y comisionado el 20 de octubre con el Kapitänleutnant Günther Wieboldt al mando.
En seis patrullas, dañó un buque de guerra.
Se rindió en Loch Eriboll en Escocia el 9 de mayo de 1945 y fue hundido como parte de la Operación Deadlight el 17 de diciembre de 1945.

## Diseño
Los submarinos alemanes Tipo VIIC/41 fueron precedidos por los submarinos más cortos Tipo VIIB . El U-295 tenía un desplazamiento de 759 toneladas (747 toneladas largas) cuando estaba en la superficie y 860 toneladas (850 toneladas largas) mientras estaba sumergido.  Tenía una longitud total de 67,10 m (220 pies 2 pulgadas), una longitud de casco de presión de 50,50 m (165 pies 8 pulgadas), una manga de 6,20 m (20 pies 4 pulgadas), una altura de 9,60 m ( 31 pies 6 pulgadas) y un calado de 4,74 m (15 pies 7 pulgadas). El submarino estaba propulsado por dos motores diésel sobrealimentados Germaniawerft F46 de cuatro tiempos y seis cilindros . produciendo un total de 2800 a 3200 caballos de fuerza métricos (2060 a 2350 kW; 2760 a 3160 shp) para uso en superficie, dos motores eléctricos AEG GU 460/8–27 de doble acción que producen un total de 750 caballos de fuerza métricos (550 kW; 740 shp) para usar mientras está sumergido. Tenía dos ejes y dos hélices de 1,23 m (4 pies ) . El barco era capaz de operar a profundidades de hasta 230 metros (750 pies)..
El submarino tenía una velocidad máxima en superficie de 17,7 nudos (32,8 km/h; 20,4 mph) y una velocidad máxima sumergida de 7,6 nudos (14,1 km/h; 8,7 mph).  Cuando estaba sumergido, el barco podía operar durante 80 millas náuticas (150 km; 92 mi) a 4 nudos (7,4 km/h; 4,6 mph); cuando salió a la superficie, podría viajar 8.500 millas náuticas (15.700 km; 9.800 mi) a 10 nudos (19 km / h; 12 mph). El U-295 estaba equipado con cinco tubos de torpedos de 53,3 cm (21 pulgadas) (cuatro instalados en la proa y uno en la popa), catorce torpedos , un cañón naval SK C / 35 de 8,8 cm (3,46 pulgadas), (220 rondas), un cañón antiaéreo Flak M42 de 3,7 cm (1,5 pulgadas) y dos cañones antiaéreos C / 30 de 2 cm (0,79 pulgadas) . El barco tenía una capacidad de entre cuarenta y cuatro y sesenta marineros.

## Historial de servicio
La vida útil del submarino empezó con el entrenamiento junto con la octava flotilla de submarinos en octubre de 1943. Luego fue transferida a la novena flotilla para operaciones militares el 1 de agosto de 1944. Fue reasignada a la flotilla 13 el 1 de octubre y se trasladó nuevamente a la flotilla 14 el 1 de abril de 1945.

### Primera y segunda patrulla
La primera patrulla del U-295 transcurrió sin incidentes.
Luego se embarcó en una serie de viajes cortos entre Bergen, Kristiansand, Stavanger y Trondheim .
Su segunda incursión, entre Trondheim y Harstad, fue la más exitosa. Durante ella logró dañar la fragata británica HMS Mounsey al noreste de Murmansk el 2 de noviembre de 1944.

### Patrullas tercera y cuarta
La tercera salida del submarino lo llevó a los mares de Barents y Noruega . Regresó a Harstad el 18 de diciembre de 1944.
Su cuarta patrulla comenzó en Harstad y terminó en Narvik . Pasó tres días fuera de Murmansk, sin ningún éxito.

### Quinta patrulla
Su quinto esfuerzo fue igual de estéril, aunque fue un poco más largo.

### Sexta patrulla y hundimiento
El submarino partió de Narvik el 15 de abril de 1945. Su ruta le llevó una vez más al mar de Barents. Regresó al puerto nórdico el 7 de mayo.
Luego fue trasladado a Skjomenfjord el 12 de mayo de 1945 y, de acuerdo con los términos de rendición, fue nuevamente trasladado a Loch Eriboll en el norte de Escocia para la Operación Deadlight el día 19. Fue hundido el 17 de diciembre por los cañones de ORP Błyskawica .

## Historial de incursiones
| Fecha                  | Nombre del barco | Nacionalidad          | Tonelaje | destino |
| ---------------------- | ---------------- | --------------------- | -------- | ------- |
| 2 de noviembre de 1944 | HMS Mounsey      | Marina Real británica | 1,150    | Dañado  |

### Citas
1. 1 2  Gröner, 1991, pp. 43-46.
2. ↑  Hofmann, Markus. «U 295». Deutsche U-Boote 1935-1945 - u-boot-archiv.de (en alemán). Consultado el 1 de febrero de 2015.
3. ↑  Helgason, Guðmundur. «Ships hit by U-295». German U-boats of WWII - uboat.net. Consultado el 29 de diciembre de 2014.